# Michel De Wolf
Michel Jean de Wolf (Nivelles, 1958. január 19. – ) belga válogatott labdarúgó, edző.

## Pályafutása

### Klubcsapatban
1977 és 1983 között a Molenbeek, 1983 és 1988 között a Gent labdarúgója volt. 1988 és 1990 között a KV Kortrijk, 1990 és 1994 között az Anderlecht csapatában szerepelt, melynek színeiben három bajnoki címet szerzett, a belga kupát két, a szuperkupát egy alkalommal nyerte meg. 1994-ben 36 évesen Franciaországba igazolt az Olympique Marseille együtteséhez, ahol egy évig játszott. 

### A válogatottban
1980 és 1994 között 42 alkalommal szerepelt a belga válogatottban és 1 gólt szerzett. Részt vett az 1984-es Európa-bajnokságon, illetve az 1986-os az 1990-es és az 1994-es világbajnokságon.
Az 1990-es világbajnokságon mintegy 35 méterről szerzett gólt Dél-Korea ellen. Ez volt az egyetlen gólja a válogatottban. 

## Sikerei
KAA Gent
- Belga kupa (1): 1983–84

RSC Anderlecht
- Belga bajnok (3): 1990–91, 1992–93, 1993–94
- Belga kupa (1): 1993–94
- Belga szuperkupa (1): 1993

Olympique Marseille
- Francia másodosztály (2): 1994–95